# Dravidogecko anamallensis
Dravidogecko anamallensis — вид геконоподібних ящірок родини геконових (Gekkonidae). Ендемік Індії.

## Поширення і екологія
Dravidogecko anamallensis мешкають в штаті Керала на півдні Індії, на плато Валпарай в горах Анаймалай, які є частиною Західних Гат. Вони живуть у вологих вічнозелених тропічних лісах.